# LOVE and HATE
『LOVE and HATE』（ラブ・アンド・ヘイト）は、山下久美子の16thスタジオ・アルバムで、1994年10月25日に東芝EMI / EASTWORLDから発売された。

## 概要
キャッチコピーは「憎らしいほど、愛してる。」。
前作『CENTURY LOVERS』から約1年ぶりとなるアルバム。

## 収録曲
| 全編曲: Simon Hale。 |                                  |            |            |       |
| #                    | タイトル                         | 作詞       | 作曲       | 時間  |
| 1.                   | 「宝石」                         | 森雪之丞   | 布袋寅泰   | 5:33  |
| 2.                   | 「DRIVE ME CRAZY」               | 山下久美子 | 布袋寅泰   | 3:52  |
| 3.                   | 「情熱」                         | 山下久美子 | 布袋寅泰   | 4:03  |
| 4.                   | 「'Cos I Miss You (That's All)」 | 山下久美子 | Simon Hale | 5:06  |
| 5.                   | 「抱きしめたい」                 | 山下久美子 | 布袋寅泰   | 3:00  |
| 6.                   | 「スローダンス」                 | 山下久美子 | 布袋寅泰   | 6:37  |
| 7.                   | 「鼓動〜HEART BEAT (Remix)」     | 布袋寅泰   | 布袋寅泰   | 4:30  |
| 8.                   | 「LOVE AND HATE」                | 山下久美子 | 布袋寅泰   | 4:21  |
| 9.                   | 「狙われた週末」                 | 山下久美子 | 布袋寅泰   | 4:24  |
| 10.                  | 「リアルな夢?」                  | 山下久美子 | 布袋寅泰   | 6:03  |
| 11.                  | 「壊れた時計」                   | 山下久美子 | 布袋寅泰   | 5:36  |
| 12.                  | 「Adieu Au revoir Adieu」        | 山下久美子 | 布袋寅泰   | 5:06  |
| 13.                  | 「魔法の消えた世界で」           | 森雪之丞   | 布袋寅泰   | 6:34  |
| 合計時間:            | 合計時間:                        | 合計時間:  | 合計時間:  | 64:45 |

## 楽曲解説
1. 宝石
  - 先行シングル。
  - カルピス CMソング[2]
2. DRIVE ME CRAZY
  - 1994年10月25日にシングルカットされた。
  - テレビ朝日系月曜ドラマ・イン『東京大学物語』主題歌[3]
3. 情熱
  - シングル「DRIVE ME CRAZY」のカップリング曲。
  - 当初は、1994年9月7日に「LOVE AND HATE」をカップリング曲としてリリース予定だったが、急遽発売中止となった。
4. 'Cos I Miss You (That's All)
5. 抱きしめたい
6. スローダンス
7. 鼓動〜HEART BEAT (Remix)
  - シングル「宝石」のカップリング曲のリミックス。
8. LOVE AND HATE
9. 狙われた週末
10. リアルな夢?
11. 壊れた時計
12. Adieu Au revoir Adieu
13. 魔法の消えた世界で

## 参加ミュージシャン
- Drums：池畑潤二, FRANK TONTOH, RALPH SALMINS
- Bass：小池ヒロミチ, STEVE PEARCE, DON RICHARDSON
- Guitar：布袋寅泰, KRIS DOLLIMORE, JIM WILLIAMS, NEAL X, PHIL PALMER
- All of the Keyboards：SIMON HALE
- Background Vocals：山下久美子, JEFF PATTERSON, DAWN KNIGHT, LENNY ZAKATEK, AMBER, SIMON HALE, MARI WILSON
  - All Orchestra & All Brass Arrangements：SIMON HALE
  - Trumpets：NOEL LANGLEY, JOHN BARCLAY, GUY BARKER
  - Flugel Horn：NOEL LANGLEY
  - Trombone：PETE BEACHILL, ASHLEY SLATER
  - Tenor Sax：PAUL WEIMAR, DAVE O'HIGGINS
  - Baritone Sax：DAVE BITTELLI
  - Strings：London Session Orchestra, Leader：GAVYN WRIGHT, Opus 20 Strings Quartet Conducted by SIMON HALE
  - Cello：LOUISE HOPKINS